# In Love with a Girl
"In Love with a Girl" é uma canção do cantor e compositor Gavin DeGraw a partir de seu álbum com seu próprio nome. Ela foi revelada como primeiro single do álbum e foi lançado em 12 de Fevereiro de 2008.

## Videoclipe
O vídeo musical da canção, estreou em 25 de março de 2008, através do Yahoo! Música. Kristin Cavallari desempenha seu interesse amoroso no vídeo, que abre com uma grande loja-box (Sears) de fechamento enquanto esconde-o fora da vista sob um quiosque. Ela então recebe uma mensagem de texto dizendo: "Estou aqui precisando de beijos e abraços", e então abre a porta para sua namorada misteriosa, mais tarde revelou ser Gavin. Juntos, eles então caminham sem destino ao redor do shopping, enquanto o vídeo vai gravando ele vai fazendo travessuras ao mesmo tempo, evitando um guarda de segurança que está trabalhando no turno da noite. Cenas também estão incluídos em que Gavin toca piano, enquanto sua banda executa a música. O vídeo termina com os dois saindo da loja e nunca ser descoberto pela guarda. O vídeo pode ser visto no canal oficial de Gavin sobre YouTube. O vídeo já ultrapassou a marca de 6 milhões de visualizações. O vídeo foi classificado no canal VH1 como o vídeo da música melhor 21 de 2008 no Top 40 Vídeos de 2008.

## Recepção da Critica
Katie Hasty da Billboard, comentou: "In Love with a Girl" abre com guitarras distorcidas fortemente, enquanto os acordes menores através da implantação, mas não se engane: Liricamente, a pista está feliz, com o compositor de 30 anos de idade, anunciando uma menina que, entende um falha em que Gavin é normalmente confiável: A presença desnecessária de auto-tuning, que é poderosamente para distrair. Além disso, a canção é uma casa de balanço executado no mesmo patamar, como "I Don't Want to Be", em que o refrão é flutuante, apoiado com faixas de bateria ao lado idílico, dirigindo cada verso palavra-pesadas, como linhas snappy DeGraw de piano pode ter fãs tocando, Deus me perdoe, piano ar"..

## Paradas Musicais
| Parada (2008)                              | Melhor posição |
| ------------------------------------------ | -------------- |
| Bélgica - (Ultratip - Flanders)            | 17             |
| Canadá - (Canadian Hot 100)                | 32             |
| Dinamarca - (Tracklisten)                  | 24             |
| Estados Unidos - (Billboard Hot 100)       | 24             |
| Estados Unidos - (Billboard Digital Songs) | 15             |
| Estados Unidos - (Billboard Pop Songs)     | 10             |
| Estados Unidos - (Billboard Radio Songs)   | 30             |
| Estados Unidos - (Adult Pop Songs)         | 25             |
| Japão - (Japan Hot 100)                    | 21             |
| Mundo - (United World Chart)               | 35             |
| Países Baixos - (Dutch Top 40)             | 22             |
| Países Baixos - (Mega Charts)              | 40             |
| Suíça - (Swiss Music Charts)               | 73             |